# River Rom
Der River Rom ist ein Wasserlauf in Essex und dem London Borough of Havering. Er entsteht als Bourne Brook auf dem Stapleford Abbots Golfplatz östlich von Stapleford Abbots. Er fließt zunächst in nördlicher, dann westlicher und schließlich südlicher Richtung durch Stapleford Abbots. Er wechselt seinen Namen zum River Rom südlich des Ortes und fließt von hier an in südlicher Richtung im Osten von Collier Row und durch Romford. Durch das Zentrum von Romford verläuft er unterirdisch. Er stellt ab dem Süden von Romford die Grenze zwischen dem London Borough of Havering und dem London Borough of Barking and Dagenham dar. Er verläuft westlich von Elm Park und östlich von Dagenham. Bei Dagenham wechselt er seinen Namen zum Beam River, als der er in die Themse mündet.